# Алоинопсис
Алоинопсис (лат. Aloinopsis) — род многолетних суккулентных растений семейства Аизовые (Aizoaceae), произрастающий на территории ЮАР (Капская провинция).

## Название
Латинское родовое название Aloinopsis образовано от лат. aloë — «алоэ» и др.-греч. ὄψις, (-ópsis) — «похожий».

## Ботаническое описание
Представители рода — компактные, карликовые многолетники с клубневидным корневищем. Листья собраны в густые розетки, от яйцевидных до лопатчатых по форме, в сечении от довольно плоских до треугольных или полукруглых, часто бугорчатые или пунктированные.
Цветки одиночные, иногда по два или три на цветоножке, 18—40 мм в диаметре; раскрываются днем и закрываются на закате или раскрываются к вечеру и закрываются перед рассветом. Чашелистиков 5 или 6, почти равные, прямостоячие или загнутые, тупые, острые или заостренные, с узкими пленчатыми краями. Лепестки 2- или 3-рядные, желтые, лососевые, телесно-розовые или розовые, желтые иногда с красной полосой посередине. Тычиночные нити с сосочковидными утолщениями у основания; стаминодий нет. Нектарники угловатые, в кольце. Завязь плоская, выпуклая, почти шаровидная или конусовидно приподнятая вверху; плаценты пристеночные; рылец 6—14, тонкие, +/- такой же длины, как и тычинки. Плод — 6—14-гнездная коробочка, напоминающая таковую у Титанопсиса (Titanopsis), почти плоская или коническая сверху, полушаровидная, выпуклая, обратноконическая или почти плоская снизу. Семена широкообратнояйцевидные, от мелкобугорчатых до почти гладких, коричневые.

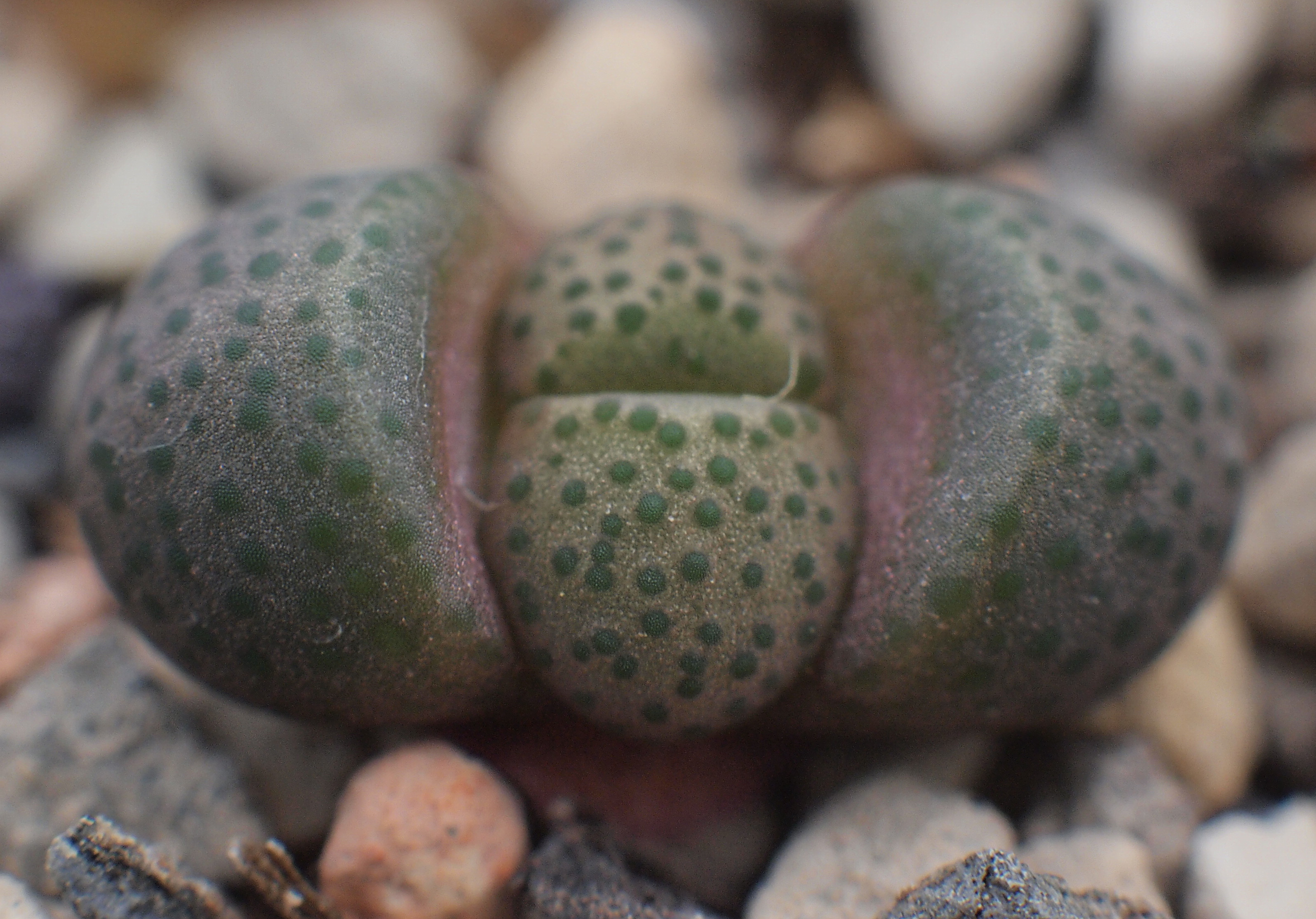
Молодой побег Aloinopsis schooneesii
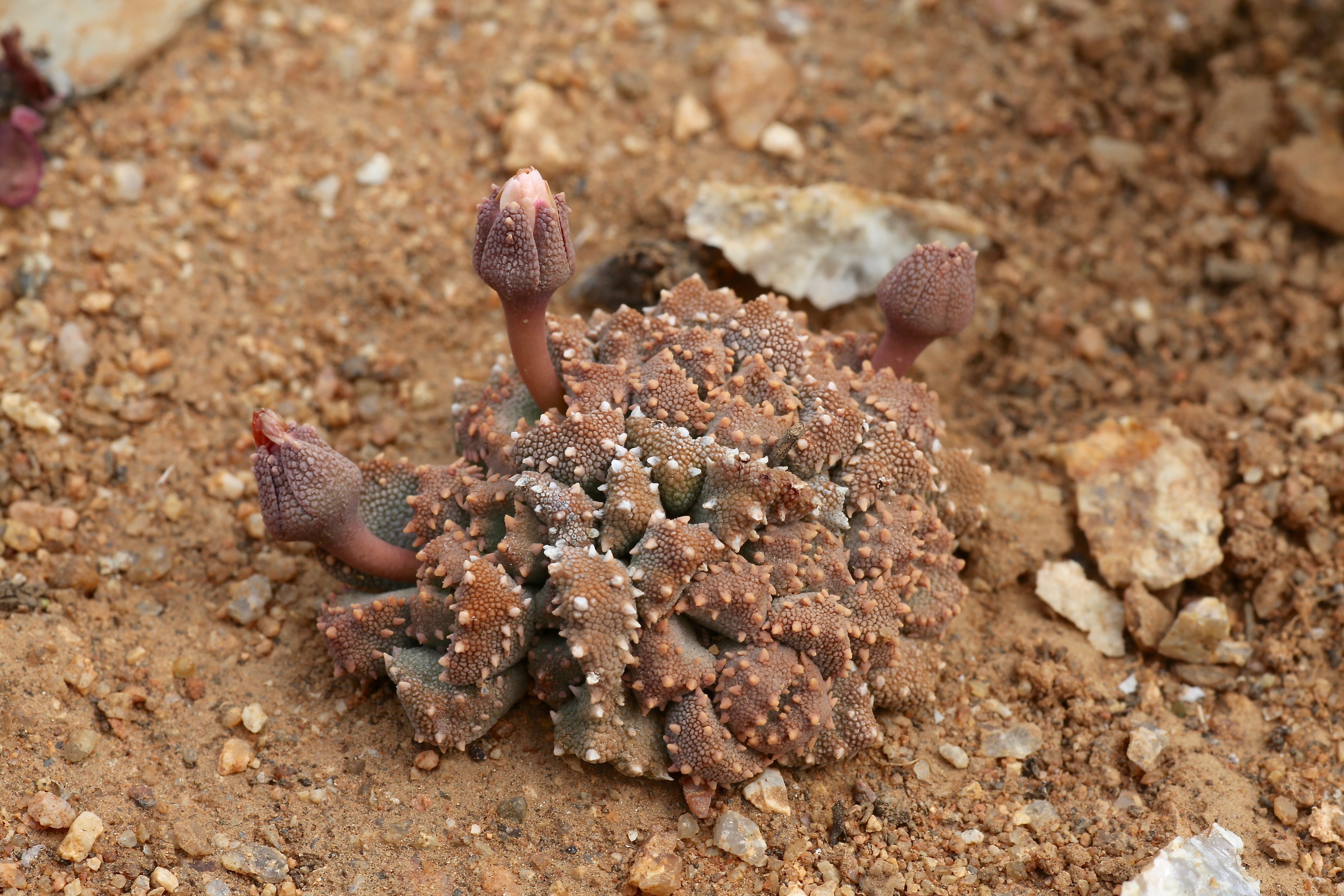
Aloinopsis luckhoffii в своей естественной среде обитания. Заповедник Гегап, Северо-Капская провинция ЮАР
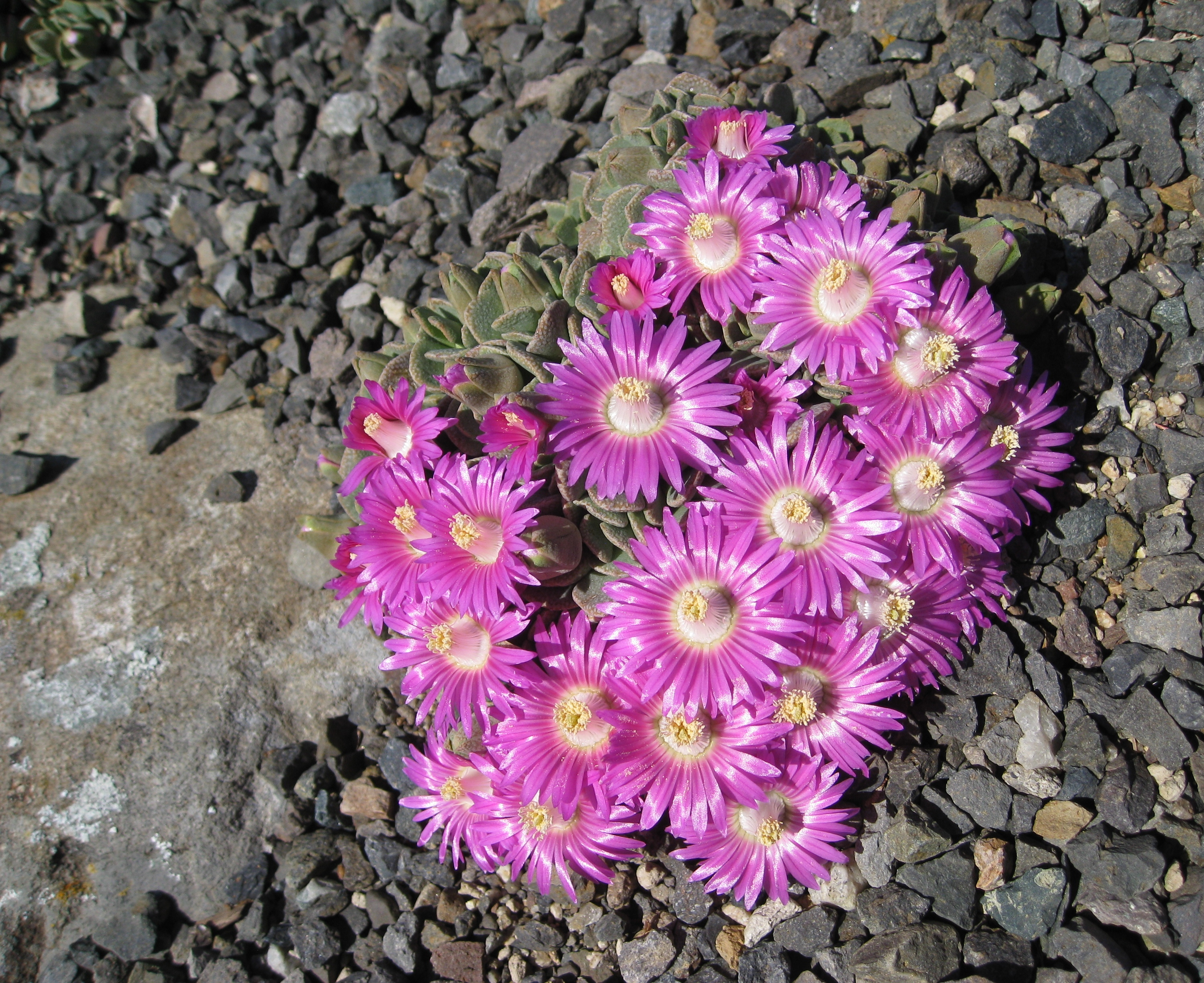
Цветение Aloinopsis spathulata
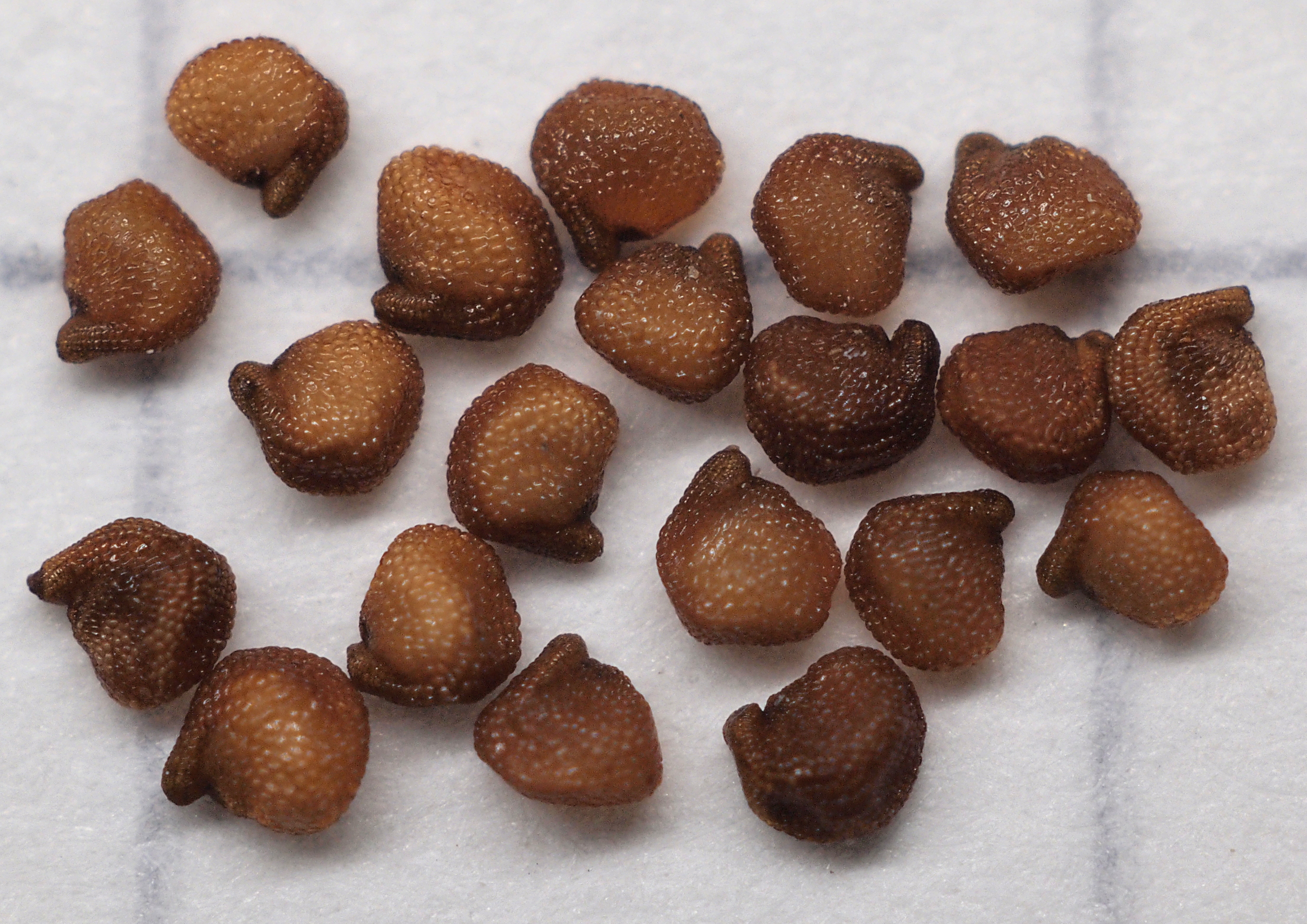
Семена Aloinopsis luckhoffii

## Таксономия
Aloinopsis Schwantes, первое упоминание в Z. Sukkulentenk. 2: 177 (1926).

### Синонимы
Гетеротипные (основанные на разных номенклатурных типах):
- Acaulon N.E.Br.
- Aistocaulon Poelln. ex H.Jacobsen

### Виды
Подтверждённые виды по данным сайта Plants of the World Online на 2023 год:
- Aloinopsis acuta L.Bolus
- Aloinopsis loganii L.Bolus
- Aloinopsis luckhoffii (L.Bolus) L.Bolus
- Aloinopsis malherbei (L.Bolus) L.Bolus
- Aloinopsis rosulata (Kensit) Schwantestypus
- Aloinopsis rubrolineata (N.E.Br.) Schwantes
- Aloinopsis schooneesii L.Bolus
- Aloinopsis spathulata (Thunb.) L.Bolus

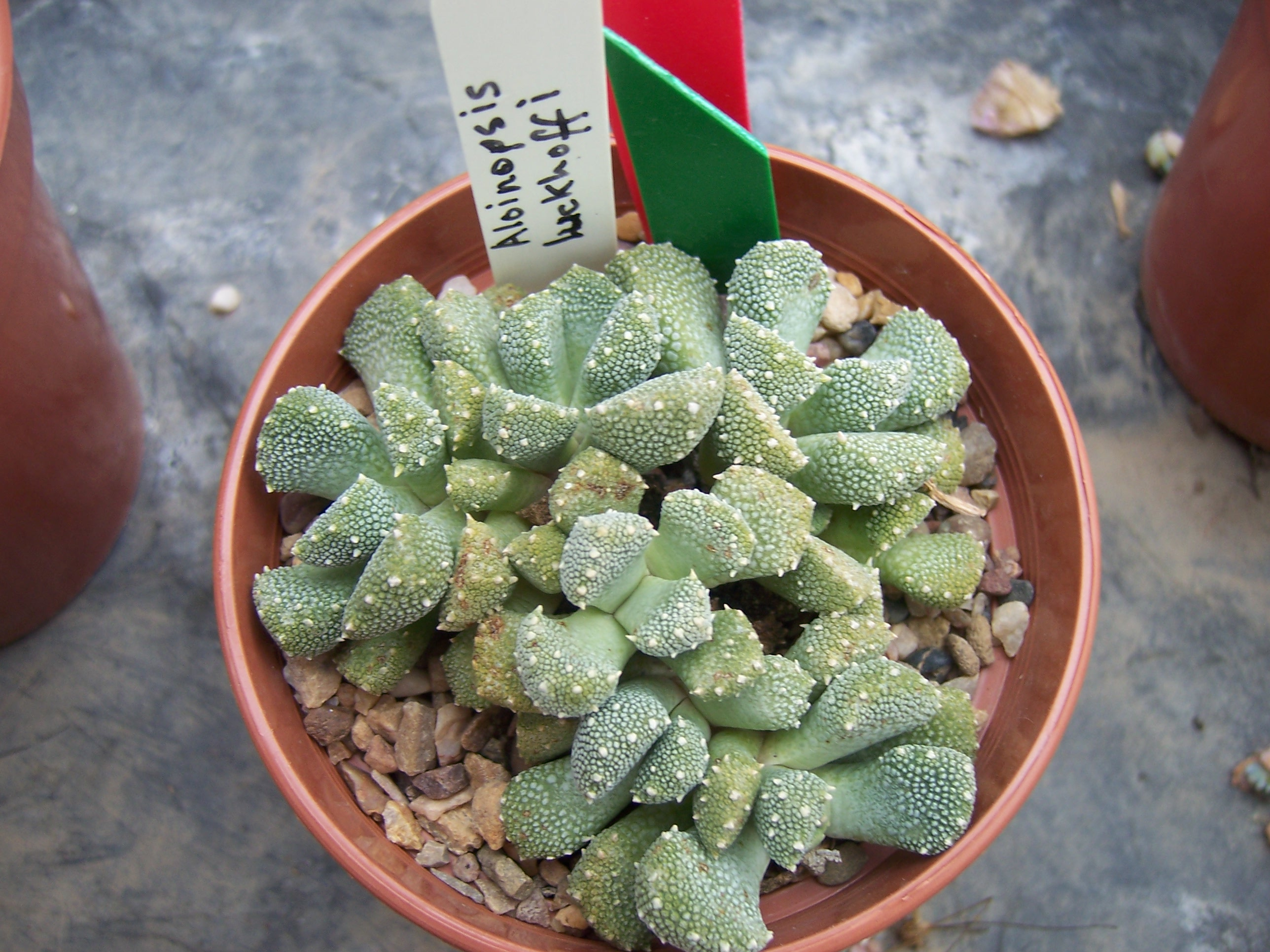
Aloinopsis luckhoffii
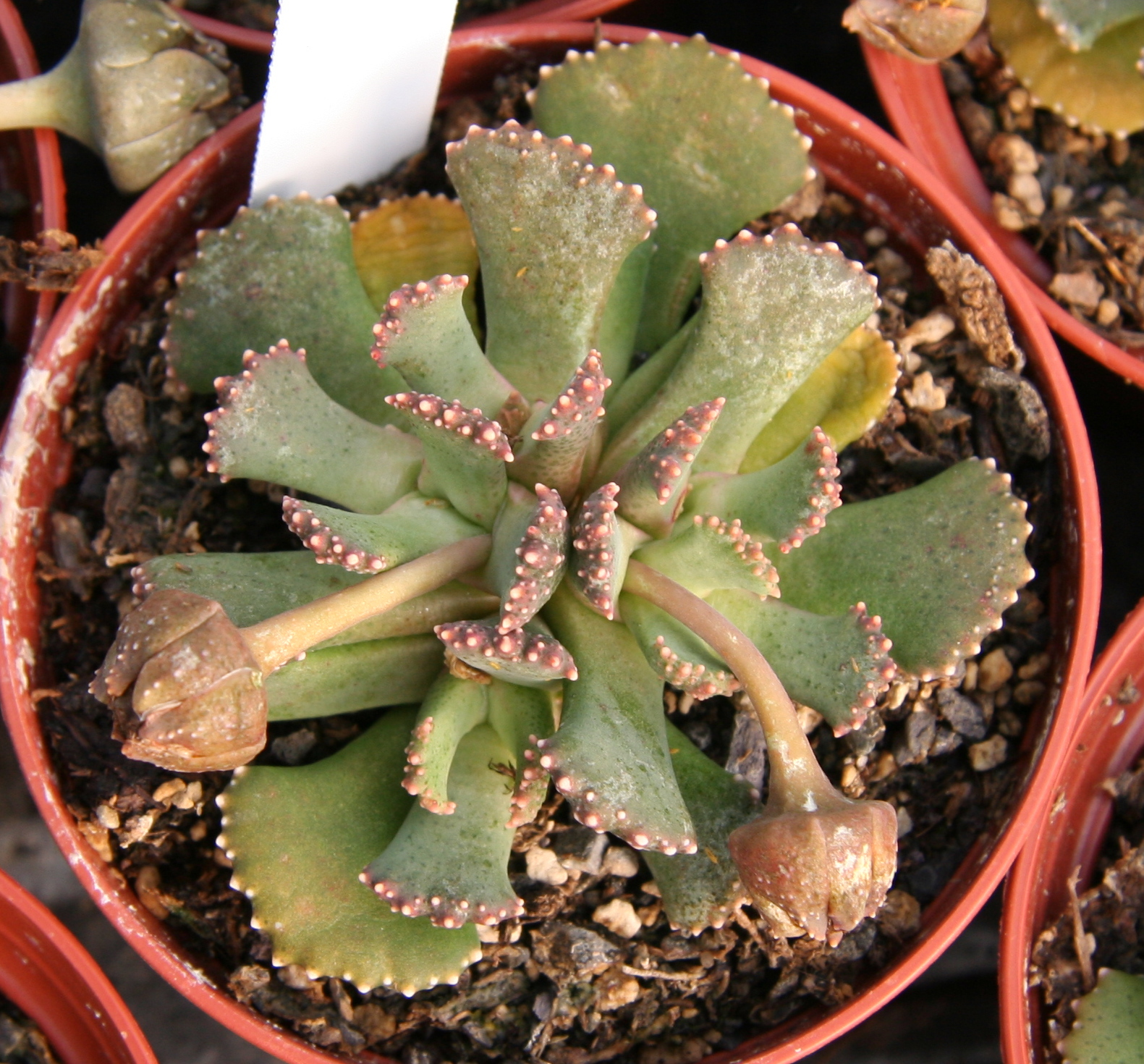
Aloinopsis malherbei
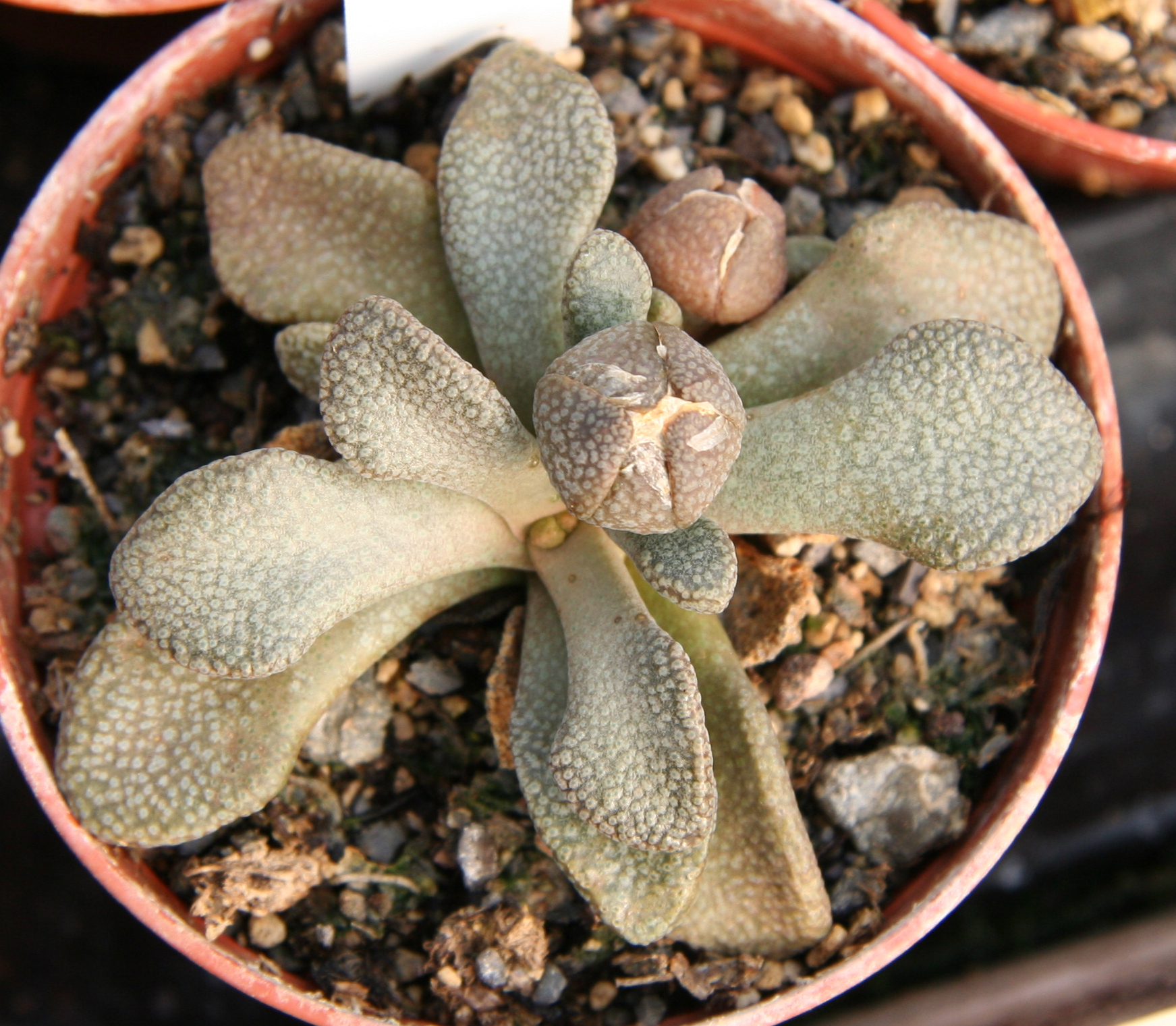
Aloinopsis rosulata
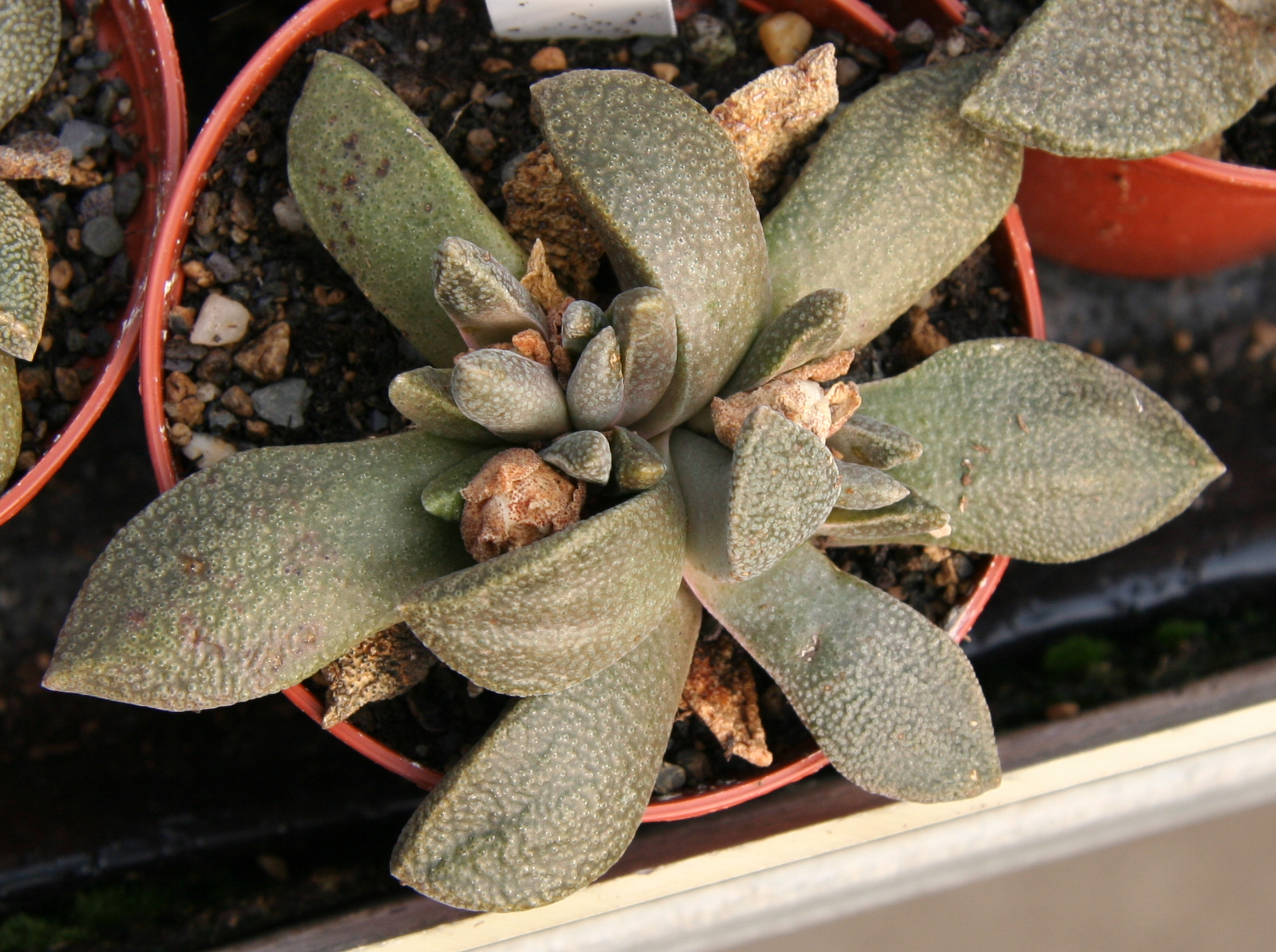
Aloinopsis rubrolineata
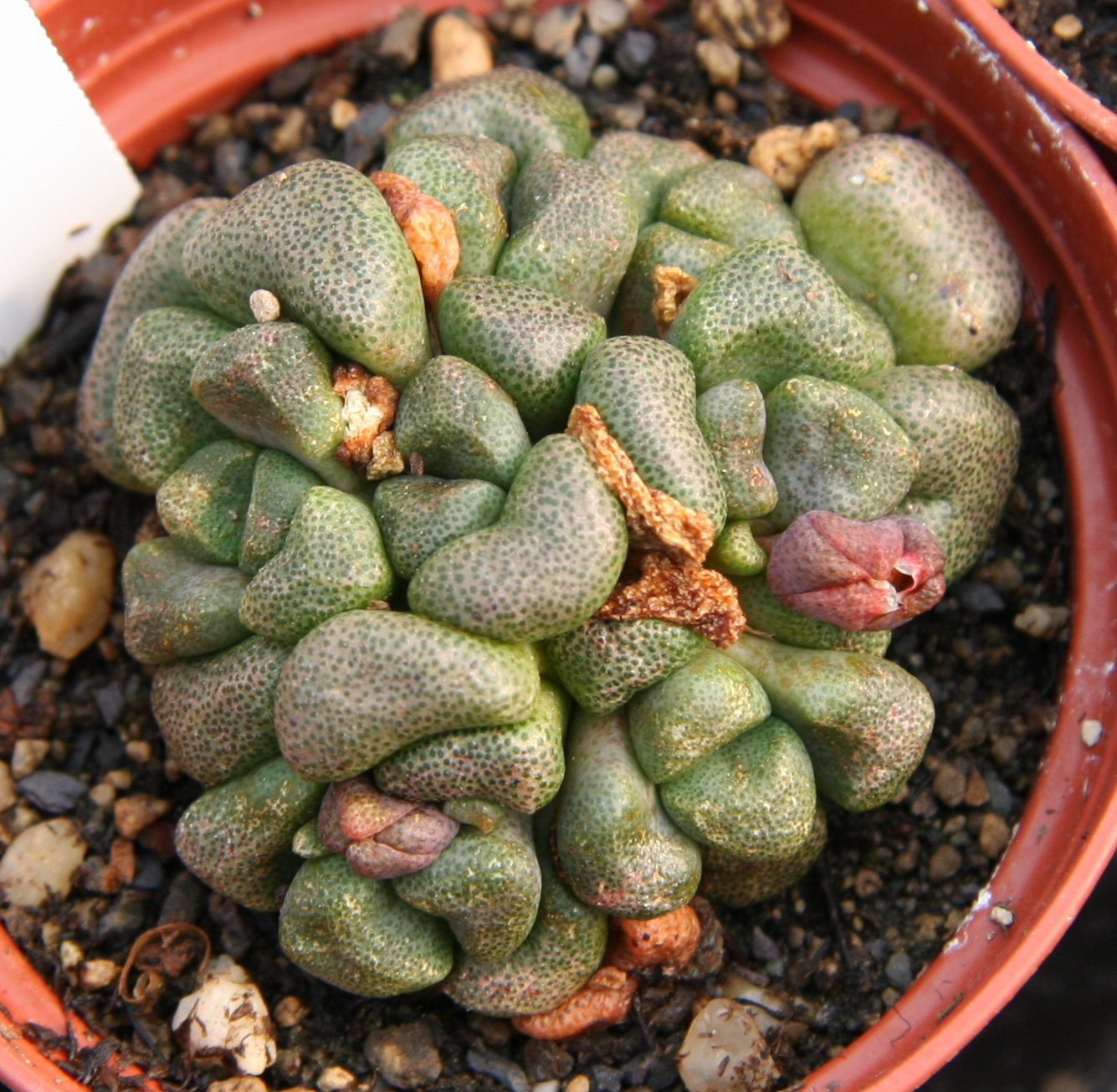
Aloinopsis schooneesii
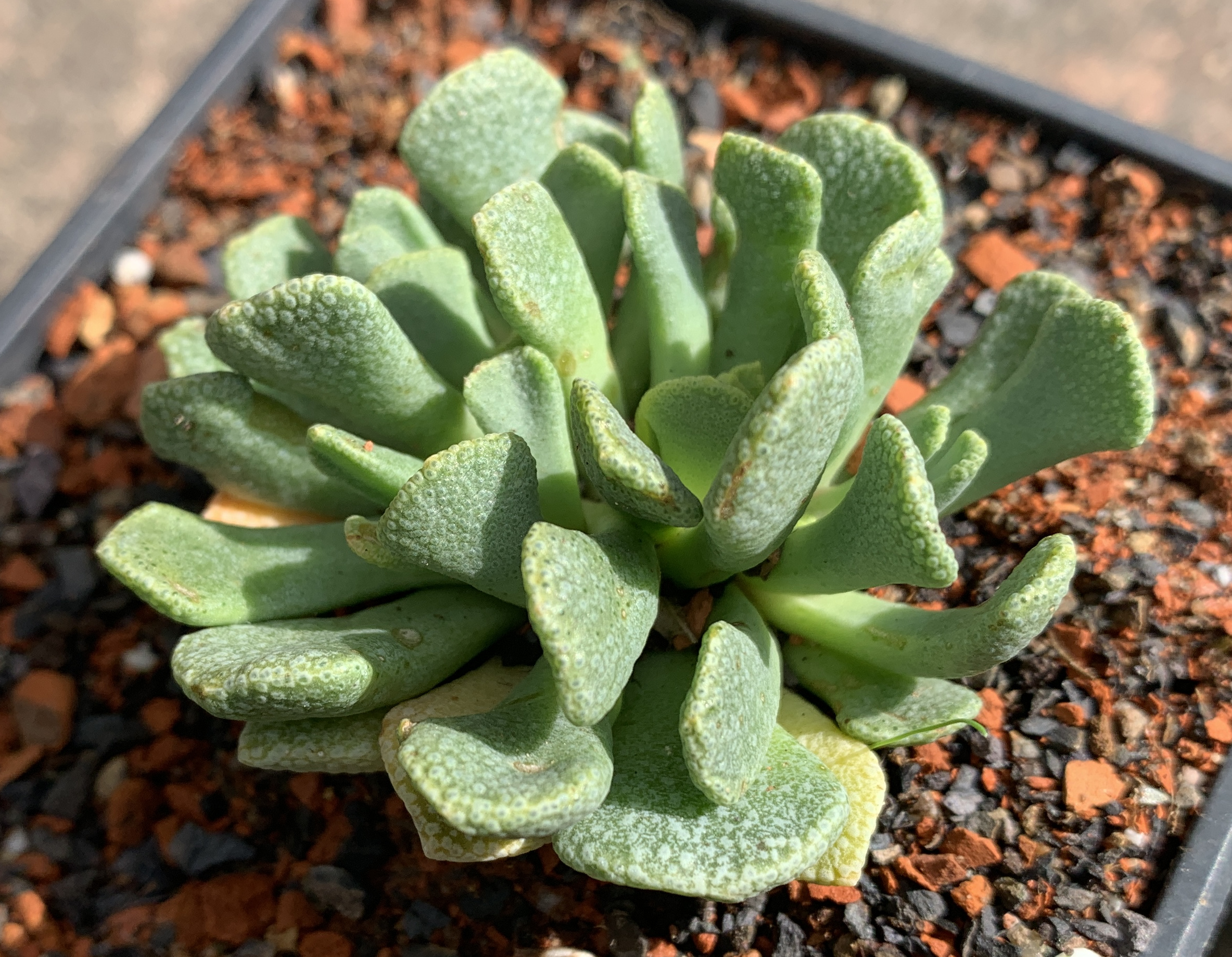
Aloinopsis spathulata